# Krăstevici, Plovdiv
Krăstevici (în bulgară Кръстевич) este un sat în comuna Hisarea, regiunea Plovdiv,  Bulgaria. 

## Demografie
Componența etnică a satului Krăstevici
     Bulgari (83,25%)
     Romi (15,07%)
     Nicio identificare (0,71%)
     Altele (0,95%)
La recensământul din 2011, populația satului Krăstevici era de 418 locuitori. Din punct de vedere etnic, majoritatea locuitorilor (83,25%) erau bulgari, cu o minoritate de romi (15,07%). Pentru 0,71% din locuitori nu este cunoscută apartenența etnică.